# الطیبه الغربیه
الطیبة الغربیة یک منطقهٔ مسکونی در سوریه است که در حمص واقع شده‌است.

## خصوصیات
الطیبة الغربیة ۴٬۰۸۶ نفر جمعیت دارد.